# Cessna 152
 (novembre 2018).
Si vous disposez d'ouvrages ou d'articles de référence ou si vous connaissez des sites web de qualité traitant du thème abordé ici, merci de compléter l'article en donnant les références utiles à sa vérifiabilité et en les liant à la section « Notes et références ».
Le Cessna 152 est un avion de tourisme monomoteur biplace construit par Cessna entre 1977 et 1985. C'est un des avions école les plus populaires du monde.

## Histoire
Le Cessna 152 est le descendant direct du Cessna 150. Très proche de son ancêtre, le Cessna 152 apporte un nouveau moteur, compatible avec le carburant 100L, il est également plus puissant et plus fiable, ainsi qu'une cellule légèrement élargie. Le braquage maximal des volets est réduit de 40° à 30° pour des raisons de sécurité.
Il a été fabriqué à plus de 7500 exemplaires de 1978 à 1985, date à laquelle Cessna cesse toute production de monomoteur à piston.
C'est un des avions école les plus utilisés dans les aéro-clubs.
En France, le Cessna 152 a été construit sous licence par Reims Aviation à 596 exemplaires, dont une version Aerobat (structure renforcée avec un facteur de charge maximal +6 g/-3 g contre +4,4 g/-1,76 g pour la version classique) et réservoirs étendus.
Quatre modèles ont été fabriqués :
- C152, modèle standard
- A152, version Aerobat
- F152, modèle standard fabriqué par Reims Aviation
- FA152, modèle Aerobat fabriqué par Reims Aviation

Différentes modifications pouvaient être apportées à ces modèles (moteur, portes, réservoirs...).

## Spécifications techniques
Le Cessna 152 est un avion léger à ailes hautes et train tricycle fixe. Sa structure est entièrement en aluminium riveté. Le fuselage est de type semi-monocoque (structure légère avec une peau reprenant la majorité des contraintes). Les ailes présentent un dièdre de 1 degré et un  calage de 1 degré. Elles contiennent les réservoirs de carburants.
Il est équipé d'un moteur Lycoming, type O-235-L2C d'une puissance de 110 ch à 2 550 tr/min, puis à partir de 1983 de la version O-235-N2C de 108 ch modifiant les pistons et la chambre de combustion afin de régler des problèmes d'encrassement de bougies. Il est équipé d'une hélice McCauley à pas fixe, en aluminium, de 1,75 mètre de diamètre.
Sa consommation est d'environ 23,1 litres à l'heure.
C'est un avion robuste, qui pardonne beaucoup d'erreurs ce qui en fait un atout pour l'apprentissage comme son excellente maniabilité même à faible vitesse. Le C152 souffre toutefois, comme son petit frère le C150 (mais de façon moins marquée), d'un léger défaut qui le fait dévier vers la droite.
La version "Long range" disposant de réservoirs de 142 litres permet de faire de longs voyages, mais rarement à 2, car on risque alors de dépasser facilement la masse maximale autorisée. Il reste cependant l'un des avions les moins coûteux dans un aéro-club (100 €/h environ), notamment grâce à un entretien très peu onéreux.
Données de Cessna 152 Information Manual et Cessna 152 Training Manual
Caractéristiques générales
- Équipage : un pilote
- Capacité : un passager
- Longueur : 7,3 m
- Envergure : 10,2 m
- Hauteur : 2,6 m
- Surface alaire : 14,9 m2
- Profil : NACA 2412
- Masse à vide : 503 kg (152) 518 kg (152II)
- Charge utile : 257 kg (152) 242 kg (152II)
- Masse maximale au décollage : 757 kg
- Moteur : 1   4 cylindres à plat-4 Lycoming O-235-L2C de 110 ch (82 kW)
- Hélices : McCauley ou Sensenich
  - Diamètre hélice : 175 cm ou 183 cm

 Performances 
- Vitesse à ne jamais dépasser : 276 km/h
- Vitesse maximale : 204 km/h
- Vitesse de croisière : 198 km/h
- Vitesse de décrochage : 65 km/h  volets sortis
- Distance franchissable : 767 km  à 3 000 km
- Distance franchissable avec réservoirs étendus: 1 280 km à 3 000 km
- Autonomie : 5,2 h à 8,7 h (réservoirs étendus)
- Plafond : 4 500 m
- Vitesse ascensionnelle : 3,6 m/s
- Charge alaire maximum : 51 kg/m2
- Rapport maximum poids-puissance : 108 W/kg
- Distance de décollage:408 m[2]
- Distance d’atterrissage: 366 m[2]

## Contrôles
Le Cessna 152 est équipé de doubles commandes qui sont reliées aux ailerons et aux gouvernes de profondeur par des câbles. Les volets sont réglables électriquement sur 4 positions prédéfinies (0, 10, 20 et 30°).

## Galerie d'images

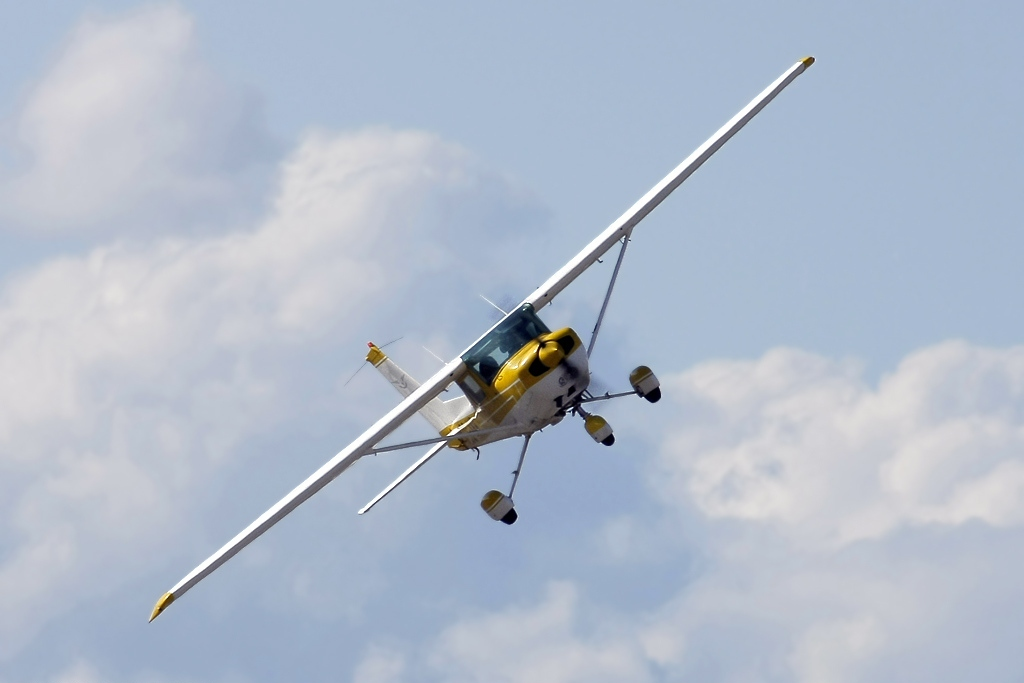
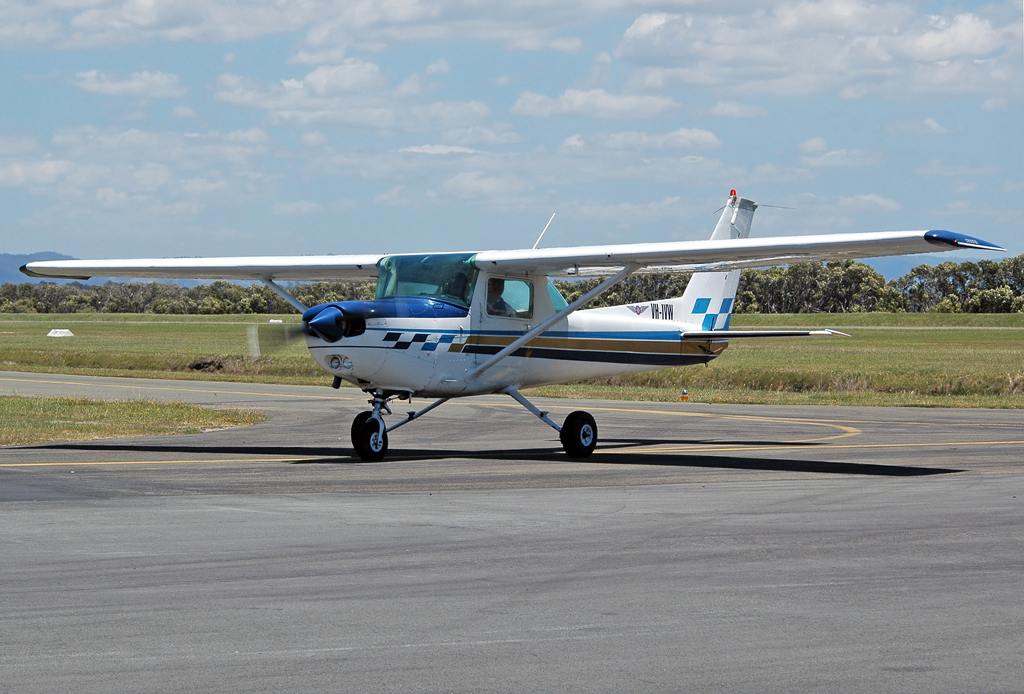
Cessna 152 Aerobat
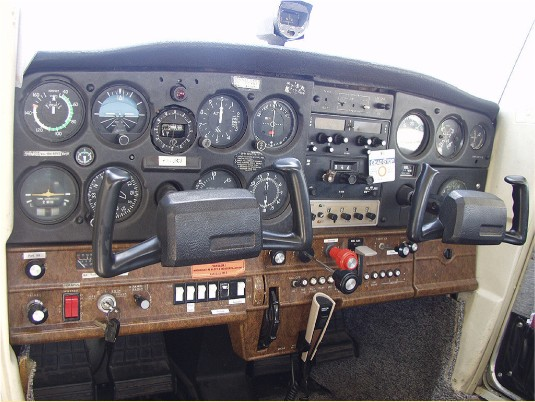
Tableau de bord d'un Cessna 152
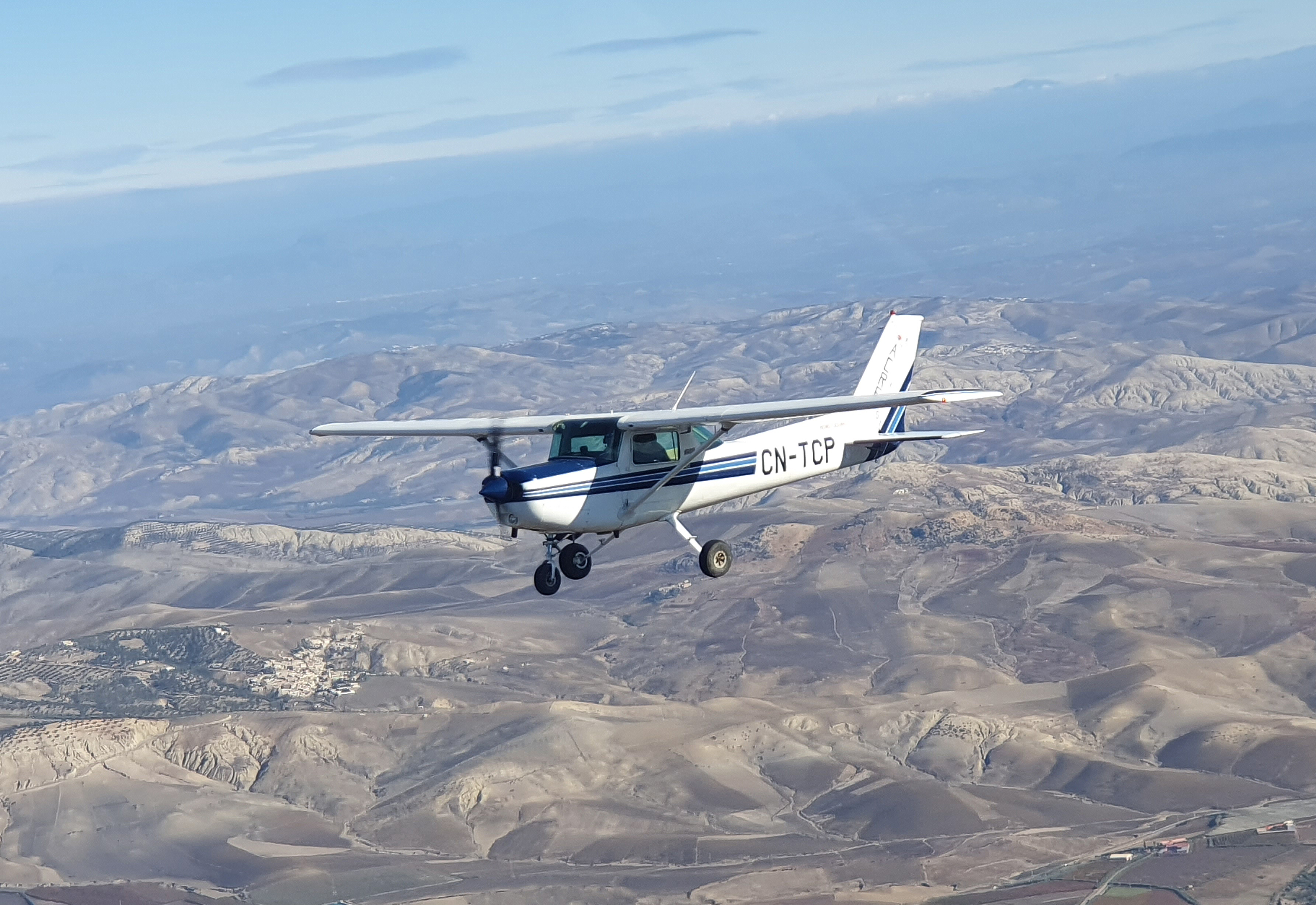
Cessna 152 survolant l'Atlas au Maroc.